# Екологи (партія)
Екологи, раніше відомі як Європа — Екологія — Зелені ( фр. Europe Écologie Les Verts [øʁɔp ekɔlɔʒi le vɛʁ], EELV[ə ɛl ve] ) — лівоцентристська, зелена політична партія у Франції. Партія є членом Європейської партії зелених. Партія була утворена 13 листопада 2010 року шляхом злиття Зелених та руху «Європа — Екологія».

## Історія

### Партійний фонд
Після муніципальних виборів 2008 року Зелені прагнули посилити свій політичний вплив. Повторюючи ці заклики, Даніель Кон-Бендіт запропонував створити відкриті виборчі списки на європейських виборах 2009 року, і керівництво Зелених дозволило вивчити таку можливість. «Європа — Екологія» (ЄЕ), започаткована восени 2008 року, дозволила Зеленим створити ширший виборчий альянс із екологами та громадськими активістами, які раніше не були членами партії. Нова структура включала, поряд із давніми Зеленими політиками, нових активістів або захисників навколишнього середовища, таких як Жан-Поль Бессет (близький до Ніколя Юло), Жозе Бове (активіст альтерглобалізації з Confédération paysanne), Яннік Жадо (колишній керівник Грінпіс у Франції), Єва Жолі (магістрат) і Мішель Рівазі (засновник CRIIRAD).
EE досягла успіху на європейських виборах 2009 року 7 червня 2009 року, досягнувши третього місця у Франції з 16,3% голосів, лише на кілька тисяч голосів позаду Соціалістичної партії (PS), вигравши 14 із 72 місць Франції в Європейському парламенті. Цей досвід призвів до подальших спроб розширити французький зелений рух напередодні регіональних виборів 2010 року. Europe Ecology провела незалежні списки в першому турі в кожному регіоні, знову ж таки за участю нових активістів, зокрема Філіпа Мейрьє, Лоуренса Вічневського чи Огюстена Леграна. Незважаючи на те, що вони не досягли свого успіху 2009 року, EE все ж вдалося виграти 12,5% голосів на національному рівні (третє місце).

## Ідеологія
Як зелена партія, EELV віддає пріоритет і наголошує на екологічних питаннях. Він закликає до 40% скорочення викидів CO <sub id="mwrQ">2</sub>, поступової відмови від використання атомної енергії на користь відновлюваної енергії, створення 600 000 «зелених робочих місць», екологічного міського планування (створення зеленого житла та сприяння громадському транспорту), розвиток сталого сільського господарства та мораторій на використання генетично модифікованих організмів. EELV, як і Зелені раніше, загалом виступав проти великомасштабних проектів розвитку, останнім часом Aéroport du Grand Ouest у Нотр-Дам-де-Ланд (Луара-Атлантична), хоча PS та чинна влада офіційно підтримує проект.

## Результати виборів

### Президентські
| Рік виборів | Кандидат    | 1 раунд   | 1 раунд | 1 раунд | 2 раунд | 2 раунд | 2 раунд | Результат |
| Рік виборів | Кандидат    | голосів   | %       | ранг    | голосів | %       | ранг    | Результат |
| ----------- | ----------- | --------- | ------- | ------- | ------- | ------- | ------- | --------- |
| 2012 рік    | Єва Жолі    | 828,345   | 2.31    | ▲ 6-й   | Н/Д     | Н/Д     | Н/Д     | втрачений |
| 2017        | Бенуа Хамон | 2,291,288 | 6.36    | ▲ 5-й   | Н/Д     | Н/Д     | Н/Д     | втрачений |
| 2022 рік    | Янік Жадо   | 1 627 853 | 4.63    | ▼ 6-й   | Н/Д     | Н/Д     | Н/Д     | втрачений |

1. ↑  Supported PS candidate.[10]

### Законодавчі
| Рік виборів | Кількість загальних голосів | % від загальної кількості голосів | # від загальної кількості виграних місць | +/-  |
| ----------- | --------------------------- | --------------------------------- | ---------------------------------------- | ---- |
| 2012 рік    | 1,418,141                   | 5,5 (№5)                          | 18 / 577                                 |      |
| 2017 рік    | 973,527                     | 4.3 (№9)                          | 1 / 577                                  | ▼ 17 |
| 2022 рік    |                             |                                   | 27 / 577                                 | ▲ 26 |

### Європейський парламент
| Рік виборів | Кількість загальних голосів | % від загальної кількості голосів | # від загальної кількості виграних місць | +/- |
| ----------- | --------------------------- | --------------------------------- | ---------------------------------------- | --- |
| 2009 рік    | 2,803,759                   | 16.28 (№3)                        | 15 / 72                                  |     |
| 2014 рік    | 1 695 914                   | 8,95 (№5)                         | 6 / 74                                   | ▼ 9 |
| 2019 рік    | 3 055 023                   | 13,48% (№3)                       | 13 / 79                                  | ▲ 7 |

## Лідерство
Виконавчий орган партії формується Виконавчим бюро. Національний секретар є керівником виконавчого бюро та є найвищим лідером партії. Федеральна рада складається з 150 членів (75 чоловіків і 75 жінок) і виконує роль парламенту партії, збираючись щомісяця.
- Національні секретарі: Сесіль Дюфло (2010–2012), Паскаль Дюран (2012–2013), Еммануель Коссе (2013–2016), Девід Корман (2016–2019), Жульєн Баю (2019–2022)
- Президент федеральної ради: Філіп Мейрьє (2010–2013), Тьєррі Брошо (2013–2016), Ніколя Бонне (2016–2019), Анрі Аревало (2019–дотепер)